# Nick Kamen
Ivor Neville Kamen, más conocido artísticamente como Nick Kamen (Harlow, Essex, 15 de abril de 1962 - Londres, 4 de mayo de 2021), fue un cantante, compositor, músico y modelo británico.

## Carrera
Creció en una familia muy relacionada con la creatividad: su hermano Chester era músico de estudio, y su otro hermano Barry era artista. 

### Anuncio de Levi's
Nick Kamen viajó a temprana edad a Estados Unidos, donde fue conocido públicamente en 1984 cuando el fotógrafo Ray Petri lo presentó en la portada de la revista The Face. La imagen mostraba a Kamen con un sombrero de esquí, un jersey de color naranja y gafas de aviador. Pero el trabajo que le dio la fama fue su aparición en 1985 en un anuncio de televisión de Levi's ambientado en los años 50. En este anuncio, Kamen se quitaba sus pantalones vaqueros en una lavandería pública y esperaba a terminar la colada apenas vestido en calzoncillos. Esta escena convirtió a Kamen en un sex symbol instantáneo y muchos años después, en 2000, el spot quedó en cuarto lugar en The 100 Greatest TV Ads: Los 100 comerciales más grandes de todos los tiempos de la TV.

### Primer álbum
Gracias a su atractivo físico y a la fama instantánea conseguida con dicho comercial, Kamen dio el salto a la industria musical con dos padrinos de excepción: Madonna y uno de los productores y compositores habituales de esta, Stephen Bray. Nick publicó su primer álbum (Nick Kamen) en 1987; un disco mayormente de pop adulto y pinceladas retro gracias a Stewart Levine, productor con un largo historial de colaboraciones (B. B. King, Simply Red, Lionel Richie) y que había producido la canción ganadora del premio Óscar «Up Where We Belong», de la película Oficial y caballero. 
De los diez temas del álbum de Kamen, muchos eran versiones de composiciones antiguas, de autores como Bob Dylan («The Man in Me»), Burt Bacharach y Bob Hillard («Any Day Now») o Sam Cooke («Win Your Love»). Pero el primer sencillo fue una canción de ritmo más bailable que alcanzó el número 5 en el Reino Unido: «Each Time You Break My Heart», escrita por Madonna y Bray. Madonna cantó en los coros de este tema, acompañada de Siedah Garrett, una corista entonces poco conocida quien al año siguiente saltaría a la fama al grabar con Michael Jackson el dueto «I Just Can't Stop Loving You». «Each Time You Break My Heart» había sido elegido y grabado inicialmente por Madonna para su álbum True Blue, pero finalmente quedó fuera de la selección de dicho disco y la versión cantada únicamente por Madonna sigue siendo inédita.
Aunque en su momento se rumoreó que Nick Kamen había conseguido el apoyo de Madonna gracias a un romance con ella, lo cierto es que en aquella época tenía por novia a Talisa Soto, entonces una joven modelo. Posteriormente entablaría una relación con la top model Tatjana Patitz, quien participó en el videoclip de su canción "Tell Me" (1988).
Nick Kamen también tuvo un segundo single ubicado en el puesto #16 en el Reino Unido, titulado "Loving You Is Sweeter Than Ever", con música de Stevie Wonder. Sus sencillos publicados más tarde fueron menos exitosos en el Reino Unido, pero más en el resto de Europa, especialmente en Italia, Francia, Alemania y España.

### Siguientes discos
Madonna siguió apoyando a Kamen en su segundo álbum; titulado Us (1988) fue producido por Patrick Leonard, entonces uno de los principales compositores y colaboradores de la estrella. Madonna nuevamente hizo una aparición como vocalista en la canción "Tell Me", pero esta vez sin contribuir a la composición o a la producción.
En 1988 Kamen interpretó la canción "Turn It Up" en la banda sonora de la película de Walt Disney, Cariño, he encogido a los niños.
Kamen escribió una canción que fue remezclada en ritmo bailable en 1990: "I Promised Myself", que supuso su mayor éxito (llegó al #1 en ocho países europeos) y que fue incluida en una colección de 2004 de varios artistas de Europa. Tres años más tarde, en 2007, el cantante español José Galisteo graba su propia versión de esta canción. También fue versionada por el grupo A-Teens.

### Discreto segundo plano
A principios de la década de 1990 Nick Kamen pareció desaparecer de la escena musical, aunque algunas fuentes indican que siguió relacionado con la música, si bien dentro del género independiente. Residía en Londres. En cuanto a su vida sentimental, a finales de los años 90 mantuvo una relación con la actriz Amanda de Cadenet, exesposa del bajista de Duran Duran, John Taylor, y que posteriormente se casó con Nick Valensi, guitarrista del grupo The Strokes.

### Fallecimiento
Falleció el 4 de mayo de 2021 en Londres a causa de un cáncer que le fue detectado 4 años antes.

## Discografía
- 1987: Nick Kamen[5]
- 1988: Us
- 1988: Loving You
- 1990: Move Until We Fly
- 1992: Whatever, Whenever

### Sencillos
- «Amazed» (1986) UK #34
- «Each Time You Break My Heart» (1986) UK #5, IT #2
- «Loving You Is Sweeter Than Ever» (1987) UK #16, IT #1
- «Nobody Else» (1987) UK #47
- «Come Softly To Me» (1987) IT #19
- «Tell Me» (1988) UK #40, IT #1
- «Bring Me Your Love» (1988) IT #16
- «Don't Hold Out» (1989) IT #32
- «I Promised Myself» (1990) UK #50, IT #8
- «Oh How Happy» (1990) IT #37
- «Looking Good Diving» (1990)
- «You're Not The Only One» (1992)
- «We'll Never Lose What We Have Found» (1992)[6]